# Melittia funesta
Melittia funesta is een vlinder uit de familie wespvlinders (Sesiidae), onderfamilie Sesiinae.
Melittia funesta is voor het eerst wetenschappelijk beschreven door Le Cerf in 1917. De soort komt voor in het Neotropisch gebied.